# City of Launceston
City of Launceston is een Local Government Area (LGA) in Australië in de staat Tasmanië. City of Launceston telt 64.931 inwoners. De hoofdplaats is Launceston.